# Cesare Dandini
Cesare Dandini (1 de outubro de 1596 - 7 de fevereiro de 1657) foi um pintor italiano do período barroco, ativo sobretudo na sua cidade natal, Florença.

## Biografia
Cesare Dandini era irmão mais velho do também pintor Vincenzo Dandini (1609–1675). O seu sobrinho, Pietro foi aprendiz de Vincenzo, e os dois filhos de Pietro, Ottaviano Dandini e o padre jesuíta Vincenzo, também trabalharam como pintores em Florença. De acordo com o biógrafo Baldinucci, Cesare trabalhou inicialmente com Francesco Curradi, depois com Cristofano Allori, e por fim com Domenico Passignano. Entrou em 1621 na Accademia del Disegno. O seu estilo e a muita atenção e talento para o desenho destacam-no entre os pintores florentinos.
Entre os seus alunos encontram-se Stefano della Bella, Alessandro Rosi, o paisagista Antonio Giusti, Giovanni Domenico Ferrucci, e Jacopo Giorgi.

## Galeria

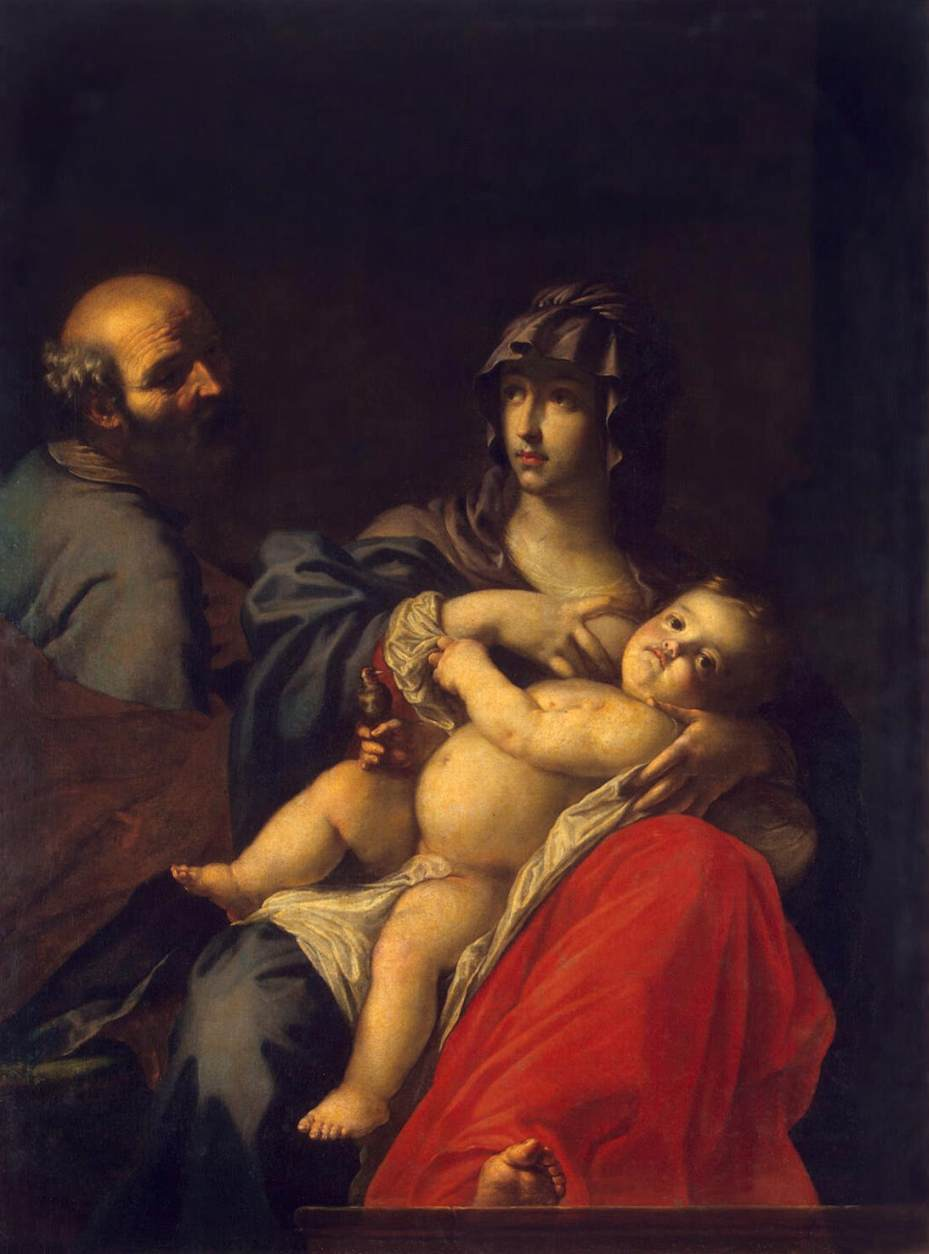
Sagrada Família
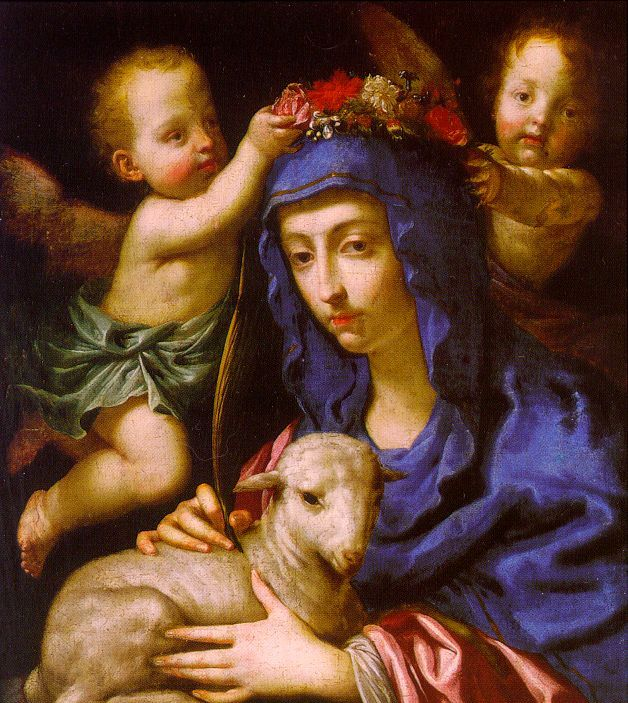
Santa Inês
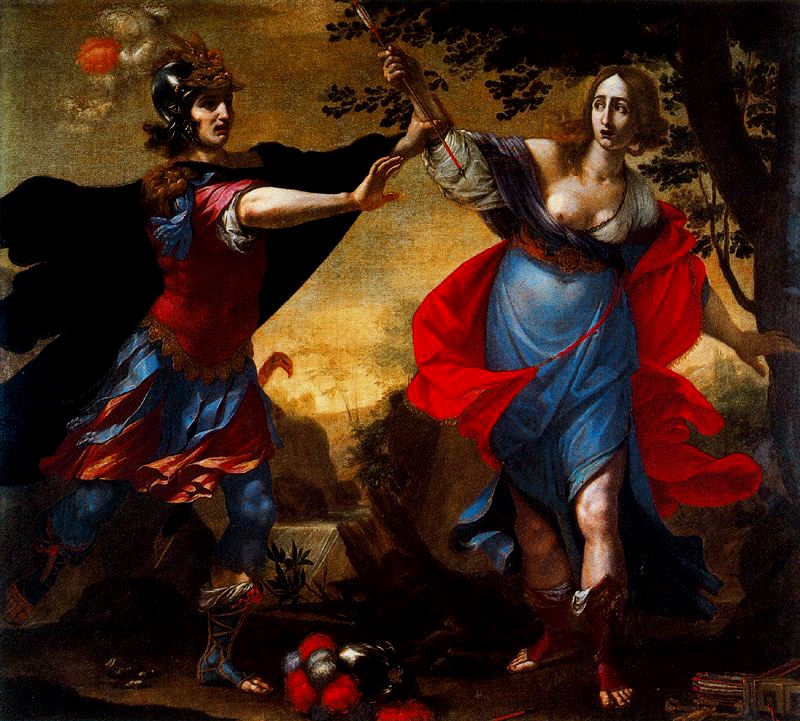
Rinaldo e Armida
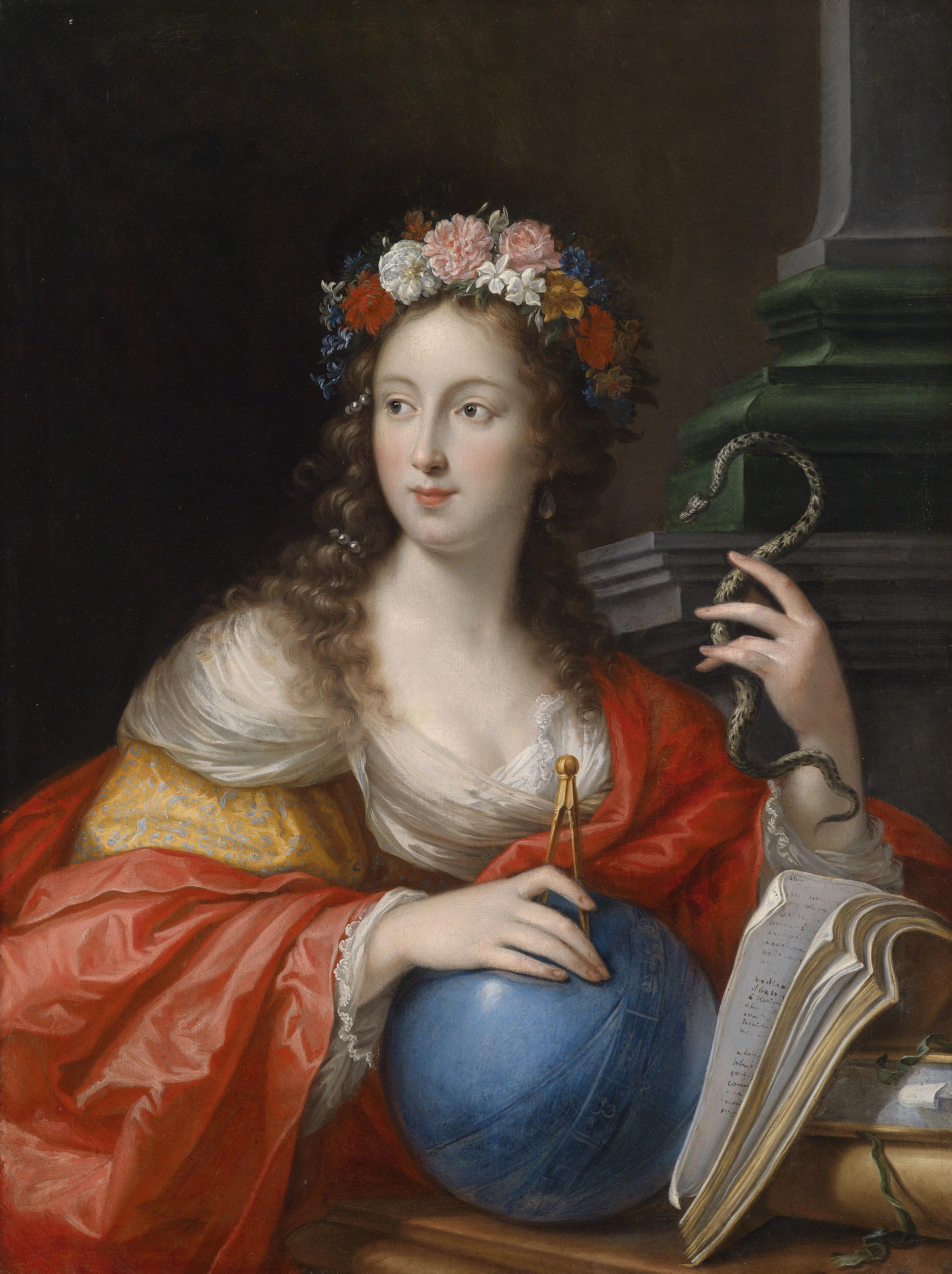
Alegoria da Inteligência
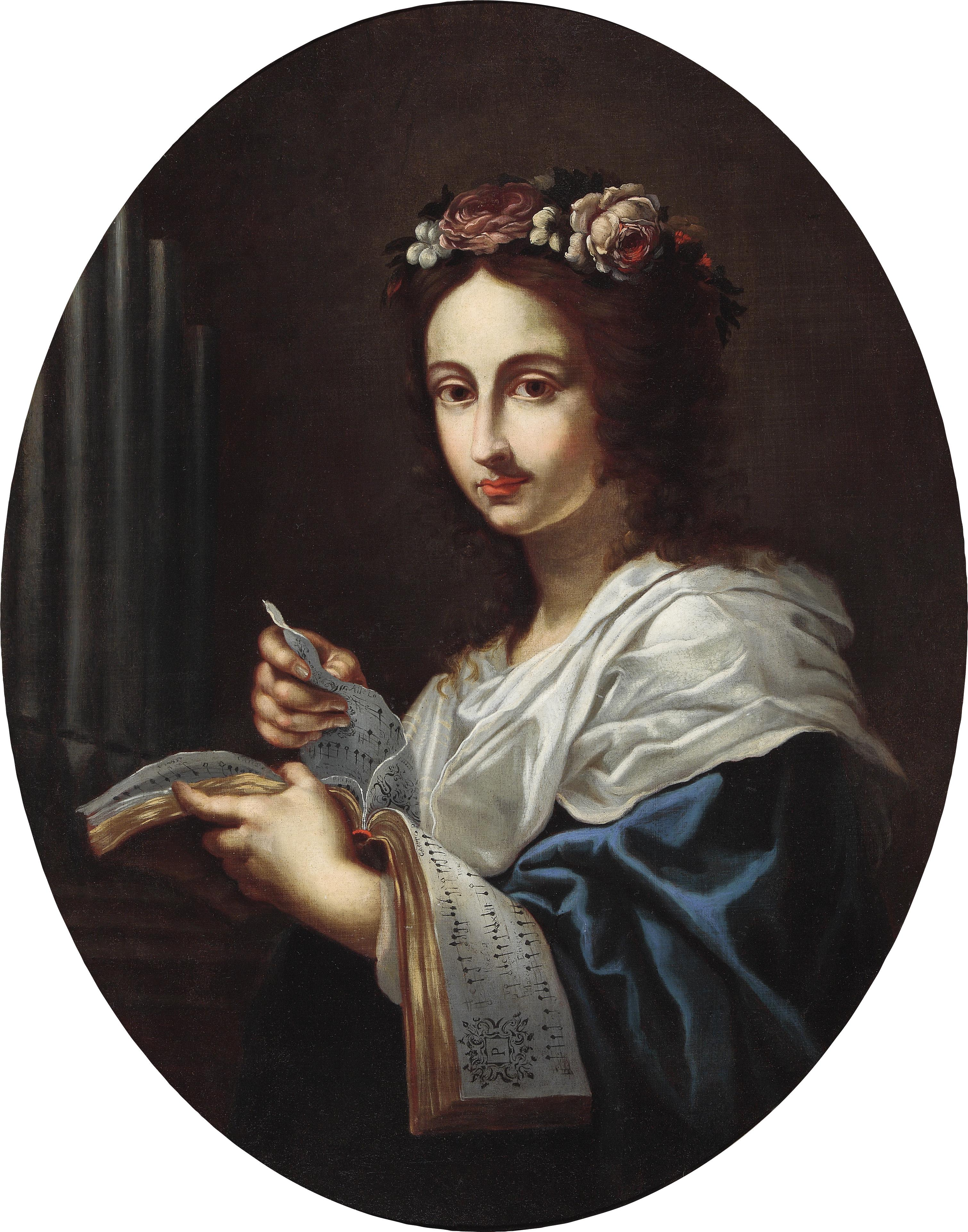
Santa Cecília
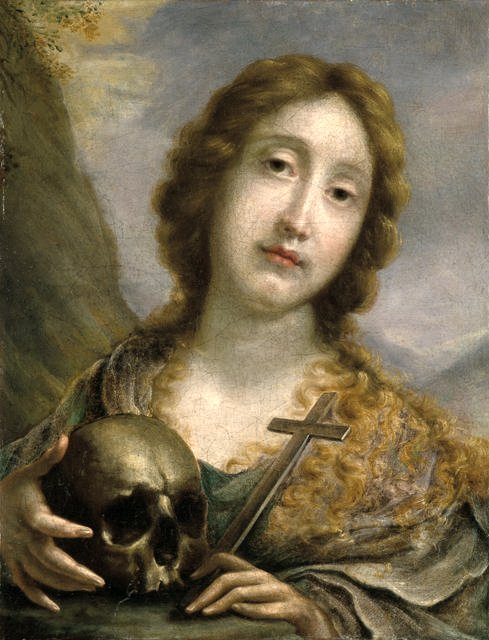
Madalena Penitente
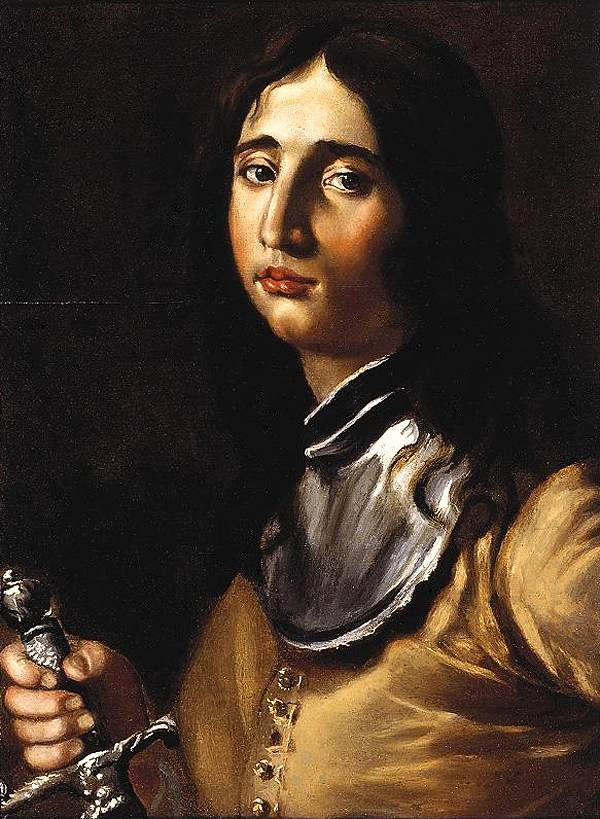
Jovem Soldado com Lança
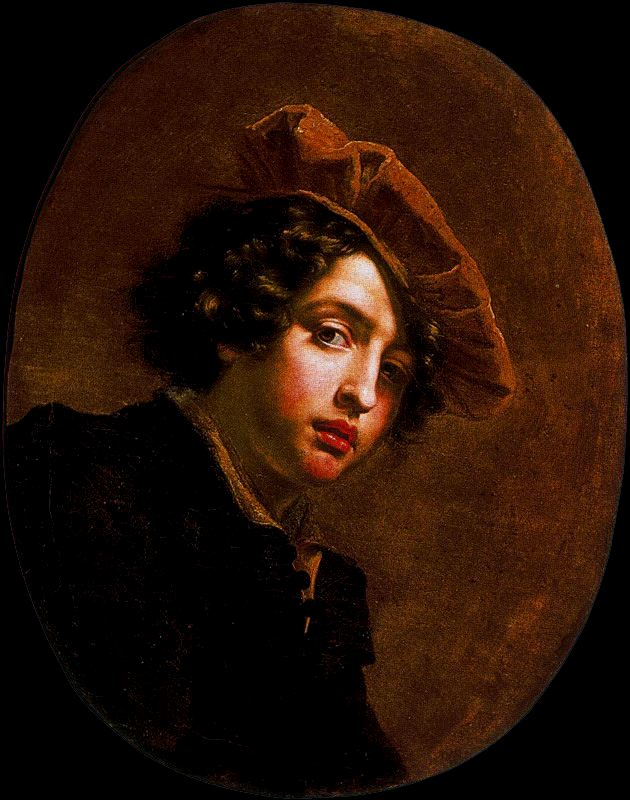
Retrato de Jovem
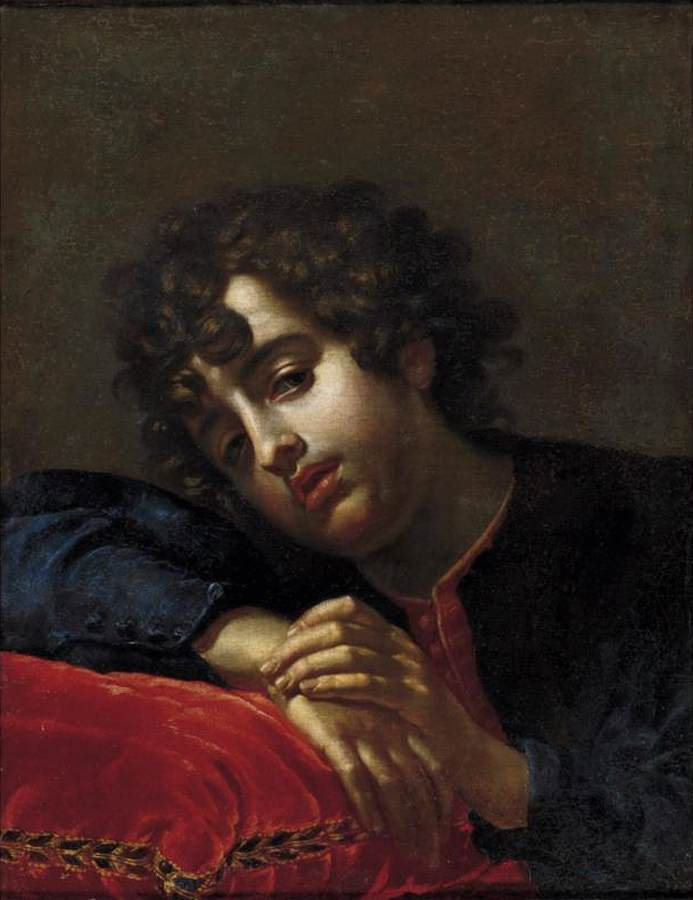
Retrato de Rapaz
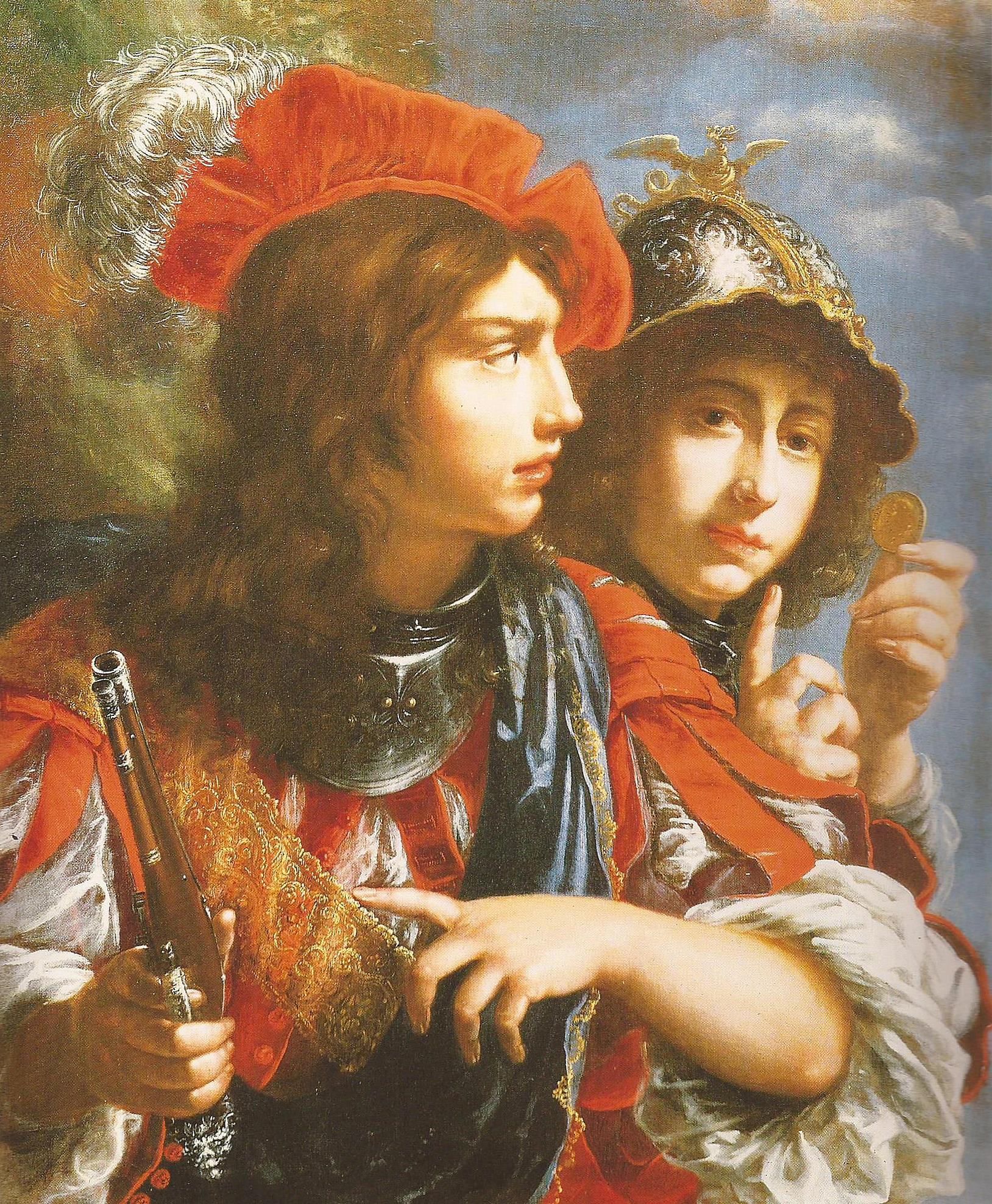
Dois Bravos
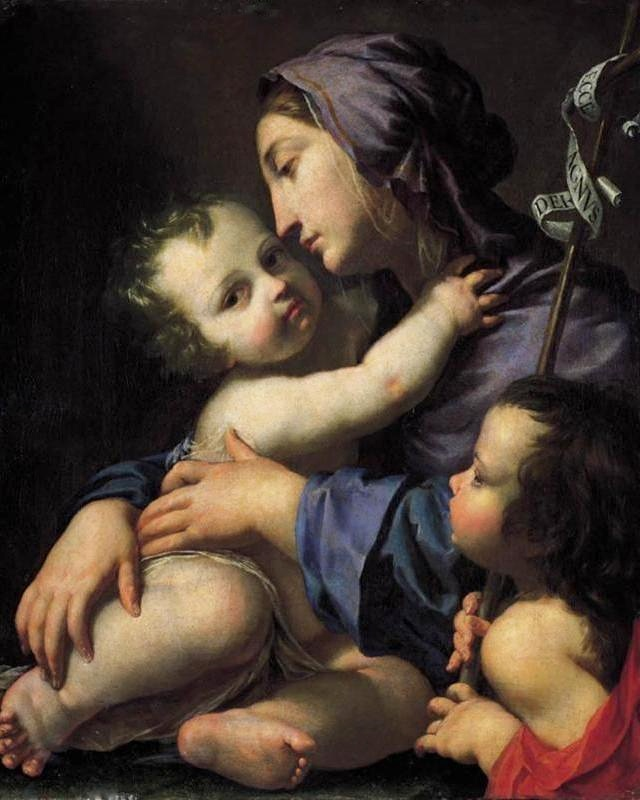
Maria com Jesus e João Batista